# Open GDF Suez de Touraine
L'Open GDF Suez de Touraine è un torneo femminile di tennis che si gioca sul cemento indoor e che fa parte dell'ITF Women's Circuit. Il torneo si disputa a Joué-lès-Tours in Francia dal 2006.

## Albo d'oro

### Singolare
| Anno              | Campionessa                              | Finalista                                | Punteggio                                |
| ----------------- | ---------------------------------------- | ---------------------------------------- | ---------------------------------------- |
| 2023              | Wei Sijia                                | Bai Zhuoxuan                             | 6–4, 7–6(5)                              |
| 2022              | Magali Kempen                            | Nastasja Schunk                          | 6–3, 6–4                                 |
| 2021– 2019        | Annullato per la pandemia di coronavirus | Annullato per la pandemia di coronavirus | Annullato per la pandemia di coronavirus |
| 2018              | Chloé Paquet                             | Myrtille Georges                         | 7–6(5), 6–2                              |
| 2017              | Tereza Smitková                          | Myrtille Georges                         | 6–3, 7–5                                 |
| 2016              | Maryna Zanevs'ka                         | Elena Gabriela Ruse                      | 6–3, 6–3                                 |
| 2015              | Olga Fridman                             | Kristýna Plíšková                        | 6–2, 3–6, 6–1                            |
| 2014              | Carina Witthöft                          | Urszula Radwańska                        | 6–3, 7–6(6)                              |
| 2013              | Mirjana Lučić-Baroni                     | An-Sophie Mestach                        | 6–4, 6–2                                 |
| 2012              | Mónica Puig                              | Maria João Koehler                       | 3–6, 6–4, 6–1                            |
| 2011              | Alison Riske                             | Akgul Amanmuradova                       | 2–6, 6–2, 7–5                            |
| 2010              | Alison Riske                             | Vesna Manasieva                          | 5–7, 6–4, 6–1                            |
| 2009              | Sofia Arvidsson                          | Jelena Dokić                             | 6–2, 7–6(7)                              |
| 2008              | Julie Coin                               | Stéphanie Foretz Gacon                   | 7–6(7), 7–6(3)                           |
| 2007              | Sofia Arvidsson                          | Kristina Barrois                         | 6–3, 6–2                                 |
| 2006              | Roberta Vinci                            | Virginie Razzano                         | 6–3, 6–1                                 |
| 2005              | Émilie Loit                              | Jelena Kostanić Tošić                    | 6–2, 6–1                                 |
| ↑ ITF 50K event ↑ |                                          |                                          |                                          |

### Doppio
| Anno              | Campionesse                                       | Finaliste                                  | Punteggio                                |
| ----------------- | ------------------------------------------------- | ------------------------------------------ | ---------------------------------------- |
| 2023              | Veronika Erjavec Justina Mikulskytė               | Chiara Scholl Anita Wagner                 | 6–4, 6–0                                 |
| 2022              | Emily Appleton Ali Collins                        | Mona Barthel Yanina Wickmayer              | 2–6, 6–4, [10–6]                         |
| 2021– 2019        | Annullato per la pandemia di coronavirus          | Annullato per la pandemia di coronavirus   | Annullato per la pandemia di coronavirus |
| 2018              | Magdalena Fręch Bibiane Schoofs                   | Miriam Kolodziejová Jesika Malečková       | 5–7, 6–2, [10–3]                         |
| 2017              | Sarah Beth Grey Samantha Murray                   | Jaqueline Cristian Elena-Gabriela Ruse     | 7–6(3), 6–3                              |
| 2016              | Ivana Jorović Lesley Kerkhove                     | Alexandra Cadanțu Ekaterina Yashina        | 6–3, 7–5                                 |
| 2015              | Alexandra Cadanțu Cristina Dinu                   | Viktorija Golubic Alice Matteucci          | 7–5, 6–3                                 |
| 2014              | Stéphanie Foretz Amandine Hesse                   | Alberta Brianti Maria Elena Camerin        | default                                  |
| 2013              | Julie Coin Ana Vrljić                             | Andrea Hlaváčková Michaëlla Krajicek       | 6–3, 4–6, [15–13]                        |
| 2012              | Séverine Beltrame Julie Coin                      | Justyna Jegiołka Diāna Marcinkēviča        | 7–5, 6–4                                 |
| 2011              | Ljudmyla Kičenok Nadežda Kičenok                  | Eirini Georgatou Irena Pavlović            | 6–2, 6–0                                 |
| 2010              | Tatjana Maria Irena Pavlović                      | Stéphanie Cohen-Aloro Selima Sfar          | 6–4, 5–7, [10–8]                         |
| 2009              | Youlia Fedossova Selima Sfar                      | Stéphanie Cohen-Aloro Aurélie Védy         | 4–6, 6–0, [10–8]                         |
| 2008              | Kristina Barrois Mervana Jugić-Salkić             | Julie Coin Violette Huck                   | 6–2, 7–6(3)                              |
| 2007              | Klaudia Jans-Ignacik Alicja Rosolska              | Petra Cetkovská Barbora Záhlavová-Strýcová | 6–2, 7–5                                 |
| 2006              | Stéphanie Cohen-Aloro María José Martínez Sánchez | Renata Voráčová Barbora Záhlavová-Strýcová | 7–5, 7–5                                 |
| 2005              | Jelena Kostanić Tošić Matea Mezak                 | Zsófia Gubacsi Dar'ja Kustova              | 6–4, 6–4                                 |
| ↑ ITF 50K event ↑ |                                                   |                                            |                                          |